# Canton de Saint-Germain-de-Calberte
Le canton de Saint-Germain-de-Calberte était une division administrative française, située dans le département de la Lozère et la région Languedoc-Roussillon.

## Composition
| Nom                                   | Code Insee | Intercommunalité               | Superficie (km2) | Population (dernière pop. légale) | Densité (hab./km2) |
| ------------------------------------- | ---------- | ------------------------------ | ---------------- | --------------------------------- | ------------------ |
| Saint-Germain-de-Calberte (chef-lieu) | 48155      | CC Des Cévennes au Mont Lozère | 38,60            | 440 (2014)                        | 11                 |
| Le Collet-de-Dèze                     | 48051      | CC Des Cévennes au Mont Lozère | 26,47            | 756 (2014)                        | 29                 |
| Moissac-Vallée-Française              | 48097      | CC Des Cévennes au Mont Lozère | 27,05            | 226 (2014)                        | 8,4                |
| Saint-André-de-Lancize                | 48136      | CC Des Cévennes au Mont Lozère | 22,78            | 128 (2014)                        | 5,6                |
| Saint-Étienne-Vallée-Française        | 48148      | CC Des Cévennes au Mont Lozère | 50,99            | 518 (2014)                        | 10                 |
| Saint-Hilaire-de-Lavit                | 48158      | CC Des Cévennes au Mont Lozère | 10,31            | 116 (2014)                        | 11                 |
| Saint-Julien-des-Points               | 48163      | CC Des Cévennes au Mont Lozère | 3,83             | 112 (2014)                        | 29                 |
| Saint-Martin-de-Boubaux               | 48170      | CC Des Cévennes au Mont Lozère | 31,41            | 179 (2014)                        | 5,7                |
| Saint-Martin-de-Lansuscle             | 48171      | CC Des Cévennes au Mont Lozère | 18,05            | 191 (2014)                        | 11                 |
| Saint-Michel-de-Dèze                  | 48173      | CC Des Cévennes au Mont Lozère | 14,19            | 241 (2014)                        | 17                 |
| Saint-Privat-de-Vallongue             | 48178      | CC Des Cévennes au Mont Lozère | 23,87            | 247 (2014)                        | 10                 |

## Démographie
| 1962  | 1968  | 1975  | 1982  | 1990  | 1999  | 2006  | 2011  | 2012  |
| ----- | ----- | ----- | ----- | ----- | ----- | ----- | ----- | ----- |
| 3 487 | 3 026 | 2 755 | 2 455 | 2 666 | 2 951 | 3 006 | 3 066 | 3 110 |

## Représentation
Sources : Annuaires du département de la Lozère. https://gallica.bnf.fr/ark:/12148/cb326955871/date

### Conseillers généraux de 1833 à 2015
| Période  | Période      | Identité                    | Étiquette   | Qualité |
| -------- | ------------ | --------------------------- | ----------- | --- |
| 1833     | 1842         | Louis-Léon Lauriol          |             | Maire de Saint-Martin-de-Lansuscle |
| 1842     | 1867         | Pierre-Auguste Daudé        |             | Propriétaire, notaire, Maire de Saint-Germain-de-Calberte |
| 1867     | 1886 (décès) | Polydore Valcroze           | Républicain | Filateur - Maire de Saint-Martin-de-Boubaux |
| 1886     | 1891 (décès) | Louis Turc                  | Républicain | Médecin - Maire de Saint-Germain-de-Calberte (1884-1891) |
| 1891     | 1912 (décès) | Odilon Ausset               | Rad.        | Ancien proviseur de lycée, Saint-André-de-Lancize |
| 1912     | 1928         | Fernand Roux                | Rad.        | Magistrat (procureur), propriétaire à Paris |
| 1928     | 1938 (décès) | Aimé Larguier               | SFIO        | Imprimeur Maire de Saint-Michel-de-Dèze Député du Gard (1936-1938) |
| Mai 1938 | 1940         | Charles Pomaret             | PRS-USR     | Auditeur au Conseil d'État et journaliste Député (1928-1940) Membre de plusieurs gouvernements (1931-1932 et 1939-1940) maire du Pont-de-Montvert (1929-1940)                                                                                           |
|          |              |                             |             | |
| 1942     | 1945         | Antonin Nicolas (1883-1954) |             | Cultivateur Maire du Collet-de-Dèze Nommé conseiller départemental en 1942 |
|          |              |                             |             | |
| 1945     | 1955         | Marcel Privat (1904-1971)   | SFIO        | Vérificateur des PTT, Mende |
| 1955     | 1973 (décès) | Henri Jouanen (1893-1973)   | PCF         | Gendarme puis employé des Eaux et Forêts, Collet-de-Dèze |
| 1973     | 1992         | André Hugon (1937-2021)     | PS          | Agriculteur - Maire de Saint-Privat-de-Vallongue (1965-2008) |
| 1992     | 2015         | Robert Aigoin               | PCF         | Eleveur - Maire de Saint-Julien-des-Points (2001-2008) Conseiller municipal de Saint-Julien-des-Points depuis 2008 Président de la Communauté de communes de la Vallée Longue et du Calbertois en Cévennes Elu en 2015 dans le Canton du Collet-de-Dèze |

### Conseillers d'arrondissement (de 1833 à 1940)
Le canton de Saint-Germain avait deux conseillers d'arrondissement.
| Période                                  | Période          | Identité                                     | Étiquette | Qualité |
| ---------------------------------------- | ---------------- | -------------------------------------------- | --------- | --- |
| 1833                                     | 1842             | Jean Salomon Dupuy                           |           | Expert, maire de Saint-Étienne-Vallée-Française |
| 1833                                     | 1848             | Pierre Larguier (1797-1866)                  |           | Notaire, maire de Saint-Germain-de-Calberte |
| 1842                                     | 1848             | Jean Jacques Toyé (1790-1864)                |           | Négociant, propriétaire, cultivateur et aubergiste à Saint-Germain-de-Calberte |
| 1848                                     | 1858             | Jean-Louis-François Larguier                 |           | Propriétaire, maire de Saint-Germain-de-Calberte |
| 1848                                     |                  | Victor Larguier (1809-1869)                  |           | Propriétaire, maire du Collet-de-Dèze |
| 1858                                     |                  | Charles-Philippe-Camille de Salin de Saillan |           | Propriétaire à Saint-Germain-de-Calberte |
|                                          |                  |                                              |           | |
| 1864                                     | 1895             | Charles-Louis Mazauric                       |           | Notaire, conseiller municipal de Saint-Privat-de-Vallongue (1860-1869) puis maire de Saint-Étienne-Vallée-Française (depuis 1871), Président du Conseil d'arrondissement depuis 1875 |
| 1864                                     | 1871             | Joseph Jules Toyé                            |           | Notaire à Saint-Germain-de-Calberte |
| 1871                                     | 1874             | M. Combet                                    |           | Propriétaire à Saint-Michel-de-Dèze |
| 1874                                     | 1889             | M. Fraisse                                   |           | Huissier à Saint-Germain-de-Calberte |
| 1889                                     | 1896 (démission) | Léon-Casimir Dhombres                        |           | Expert, Saint-Michel-de-Dèze |
| 1895                                     | 1901             | M. Hugon                                     |           | Maire de Saint-Martin-de-Lansuscle |
| 1896                                     | 1907             | Louis Maurin                                 | POF       | Huissier, maire de Saint-Germain-de-Calberte |
| 1901                                     | 1907             | Aimé Ponsard                                 | POF       | Maire de Saint-Privat-de-Vallongue |
| 1907                                     | 1919             | Alfred Pierredon                             |           | Maire de Saint-Étienne-Vallée-Française |
| 1907                                     | 1913             | Charles Larguier                             |           | Maire de Saint-Michel-de-Dèze |
| 1913                                     | 1925             | Émile Lucien Ernest Géminard                 | Radical   | Notaire au Collet-de-Dèze |
| 1919                                     | 1925             | Élie Folcher                                 | Radical   | Conseiller municipal de Saint-André-de-Lancize, directeur de l'Institut des aveugles à Paris                                                                                         |
| 1925                                     | 1940             | Édouard Brun                                 | SFIO      | Instituteur, maire de Saint-Martin-de-Boubaux (1919-1929) |
| 1925                                     | 1937             | Ruben (Robert) Rauzier                       | SFIO      | Maire de Saint-Martin-de-Lansuscle |
| 1937                                     | 1940             | Ruben Chabrol (1889-1975)                    | SFIO      | Instituteur, Saint-Germain-de-Calberte |
| 1940                                     |                  |                                              |           | Les conseils d'arrondissement ont été suspendus par la loi du 12 octobre 1940 et n'ont jamais été réactivés                                                                          |
| Les données manquantes sont à compléter. |                  |                                              |           | |